# Mallada nuristanus
Mallada nuristanus är en insektsart som först beskrevs av Hölzel 1982.  Mallada nuristanus ingår i släktet Mallada och familjen guldögonsländor. Inga underarter finns listade i Catalogue of Life.